# 김민식 (1965년)
김민식(金珉植, 1965년 8월 15일 ~ )은 대한민국의 제5·6대 울산광역시 울주군의원이었다.

## 학력
- 구영국민학교 졸업
- 범서중학교 졸업
- 울산공업고등학교 졸업
- 울산과학대학교 졸업
- 영산대학교 행정학과 행정학사 졸업

## 경력
- 대한유화 노동조합 위원장
- 범서읍 구영청년회 회장
- 범서읍 축구연합회 회장
- 민주노동당 울산시당 노동위원회 부위원장
- 울주군 보육정책위원회 위원
- 울주군 투자심사위원회 위원
- 범서읍 체육회 자문위원
- 범서읍 청년회 자문위원
- 범서읍 주민자치위원회 고문
- 울주군 민주평통위원회 자문위원
- 울주군 주민회 자문위원
- 범서읍 자율방범대원 명예대원
- 구영초․범서중 총동창회 이사
- 울산공고 총동창회 특별부회장
- 민주평화통일자문회의 울주군 협의회 자문위원
- 2010.07 ~ 2014.06 제5대 울산광역시 울주군의회 의원
- 2010.07 ~ 2012.07 제5대 울산광역시 울주군의회 전반기 의회운영위원회 위원
- 2010.07 ~ 2012.07 제5대 울산광역시 울주군의회 전반기 산업건설위원회 위원
- 2012.07 ~ 2014.06 제5대 울산광역시 울주군의회 후반기 의회운영위원회 위원
- 2012.07 ~ 2014.06 제5대 울산광역시 울주군의회 후반기 산업건설위원회 위원
- 2014.07 ~ 2018.06 제6대 울산광역시 울주군의회 의원
- 2016.07 ~ 2018.06 제6대 울산광역시 울주군의회 후반기 의회운영위원회 부위원장
- 2016.07 ~ 2018.06 제6대 울산광역시 울주군의회 후반기 건설복지위원회 부위원장
- 2016.07 ~ 2018.06 제6대 울산광역시 울주군의회 후반기 원전특별위원회 위원

## 역대 선거 결과
|  | 9.82% |

|  | 18.82% |

|  | 18.46% |

|  | 9.07% |